# Borgretten
Borgret. Således kaldtes forhen en i København bestående speciel domstol, der var værneting for alle de betjente ved hoffet og i kollegierne, som ikke havde rang, samt for rangspersoners tjenestefolk og de kgl. håndværkere, der ikke drev borgerlig næring. Borgretten oprettedes sammen med Hofretten ved en 1682 foretaget deling af den tidligere Hofret eller Gårdsret på Københavns Slot og nedlagdes ved indførelsen af Hof- og Stadsretten 1771. Også Sorø Byting er i en periode af 18. og begyndelsen af 19. århundrede blevet kaldt borgret, nemlig i dets egenskab af værneting for akademiembedsmændenes og de studerendes tjenestefolk; Sorø Akademi havde i denne periode også en egen hofret, hvortil der appelleredes fra Borgretten.